# Bernard Krikke
Bernard Krikke (Zaandam, 15 september 1966) is een Nederlandse regisseur en tv-producent. Sinds 2013 leidt hij Dutch Angle TV Productions.

## Loopbaan
Krikke begint als freelancer bij Het Parool Sport. Na een jaar Radio Noord-Holland gaat hij naar het radioprogramma Spijkers met koppen en schrijft hij ook voor deVARA-gids, in 1995 stapte Krikke over naar het nog op te richten programma Zembla (VARA/NTR).  
Krikke bedrijft ruim twaalf jaar onderzoeksjournalistiek en groeit na drie jaar uit van researcher naar documentairemaker voor Reporter (KRO, 1998-2003) en daarna Zembla (VARA/NPS, 1994-1998). Krikke is verantwoordelijk voor politieke reconstructies, documentaires
over sport en maakt soms spraakmakende verhalen.
In 2010 produceert Krikke als creative-director bij Sony Pictures Entertainment/ 2Waytraffic de internationale documentaire How to win the World Cup, een groots opgezette serie over voetbal en wetenschap die in 20 landen wordt uitgezonden. 
In 2013 richt hij zijn eigen productiebedrijf op: Dutch Angle TV Productions. Hij legt zich als zelfstandig producent toe op voornamelijk politiek, maatschappelijk en sport. In 2015
maakt Dutch Angle.TV veel nieuws met de grote, internationale documentaire De magie van
het dagboek van Anne Frank voor NPO 1 (VARA). Astrid Joosten doet de interviews voor de
goed bekeken documentaire. Eerder werkt Krikke samen met Joosten voor de
documentaire De magie van Mandela, die drie keer meer dan een miljoen kijkers trekt.
Krikke produceert zowel voor de NPO, de commerciële als de streamers. Ook produceert en regisseert hij veel documentaires voor ESPN Onder meer over Sparta Rotterdam, Fortuna Sittard, De Graafschap en het Nederlands honkbalteam. In 2019 produceert en regisseert Krikke de goed bekeken documentaires De reis van de D-Day vlag en De aankomst van de D-Day vlag, waarin de vlag uiteindelijk aan de Amerikaanse president Donald Trump wordt overhandigd. De uitzending wordt door de NPO ingezonden voor een Emmy Award. 
Krikke maakt de laatste jaren ook een Andere Tijden Sport documentaire, onder meer De  map van '88, de magische ommekeer van 2010, de bizarre ontknoping van 2007 en recentelijk Het vergeten EK van 1980.
Zijn meest recente werk is onder meer: 2019 Max Mooiste treinreizen', '2020 Jean Nelissen, de stem van het Nederlandse wielrennen'. 2021 ‘De Missie van André Kuipers', ‘Verhalen van Berlijn’ 2022 De reis van de D- Day vlag, De aankomst van de D-Day vlag, 2022 ‘Stand van Nederland- Koplopers', 2022 ‘Dit was Aad, goedenavond!’ en 2023 ‘Het Nazigoud in Ommeren’. 

## Opleiding
Krikke is afgestudeerd politicoloog aan de Vrije Universiteit (1992). Daarvoor studeert hij aan de lerarenopleiding VL-VU, waar hij in 1989 afstudeert in economie en maatschappijleer. 

## Nevenfuncties
- Raad van Advies politicologie, Vrije Universiteit,
- Technische Jeugd Commissie Graaf Willem 2 VAC
- Organisator BK Toernooi

## Privé
Krikke is getrouwd en heeft twee kinderen.